# Linie následnictví litevského trůnu
Určení následníka litevského trůnu je poněkud složité vzhledem k dějinám samotné Litvy. Současná Litva je republikou, která navazuje na tzv. meziválečnou Litevskou republiku.
Roku 1385 vstoupilo litevské velkoknížectví do tzv. Krewské unie spolu s Polskem, což byla personální unie obou států. Nešlo o pevný či trvalý svazek. Na rozdíl od tzv. lublinské unie, která v roce 1569 spojila Velkoknížectví litevské smlouvou s Polským královstvím. Díky ní vytvořila Litva s Polskem stát dvou uznaných národů, tzv. Republiku obou národů. Ve státě měli větší vliv Poláci. Od té dobybyl polský král volen a automaticky se stal i velkoknížetem litevským.
Tento státní celek existoval až do roku 1791, kdy z něj Ústava z 3. května 1791 učinila unitární stát, konstituční království Republika obou národů. Tento stát ovšem existoval pouze do roku 1795, kdy došlo k třetímu dělení Polska a území Litvy se ocitlo po ruskou nadvládou až do roku 1918, kdy byla vyhlášena nezávislost Litvy.

## Rodokmen potenciálních následníků
- Kazimír IV. (1427–1492)
  - Vladislav Jagellonský (1456–1516), český král
    - Anna Jagellonská (1503–1547), česká královna
      - Karel Štýrský (1540–1590)
        - Ferdinand II. (1578–1637), český král
          - Ferdinand III. (1608–1657), český král
            - Leopold I. (1640–1705), český král
              - Josef I. (1678–1711), český král
                - Marie Josefa Habsburská (1699–1757)
                  - Fridrich Kristián Saský (1722–1763)
                    -  Fridrich August I. (1750–1827), jako vévoda varšavský
                    - Antonín I. (1755–1836)
                    - Maxmilián Saský (1759–1838)
                      - Fridrich August II. (1797–1854)
                      -  Jan I. (1801–1873)
                        - Albert I. (1828–1902)
                        -  Jiří I. (1832–1904)
                          -  Fridrich August III. (1865–1932)
                            - Fridrich Kristián (1893–1968)
                              - Maria Emanuel (1926–2012)
                              - Albert (1934–2012)

                            - Ernst Jindřich (1896–1971)
                              - Timo (1923–1982)
                                -  Ruediger (1953–2022)
                                  - Daniel (*1975), pretendent saského trůnu
                                    -  Gero (*2015)

                                  - Arne (*1977)
                                  -  Nils (*1978)
                                    -  Moritz (*2009)

              - Karel VI. (1685–1740), český král
                - Marie Terezie (1717–1780), česká královna
                  - Leopold II. (1747–1792), český král
                    - František I. Rakouský (1768–1835), český král, zakladatel primogeniturní větve
                      - František Karel Habsbursko-Lotrinský (1802–1878)
                        - Karel Ludvík Habsbursko-Lotrinský (1833–1896)
                          - Otto Habsbursko-Lotrinský (1865–1906)
                            - Karel IV. (1887–1922), český král
                              - Otto Habsbursko-Lotrinský (1912–2011)
                                - Karel Habsbursko-Lotrinský (*1961), pretendent rakouského a českého trůnu
                                  -  Ferdinand Zvonimír Habsbursko-Lotrinský (*1997)

                    - Karel Ludvík Rakousko-Těšínský (1771–1847), zakladatel těšínské větve
                      - Karel Ferdinand Rakousko-Těšínský (1818–1874)
                        - Karel Štěpán Rakousko-Těšínský (1860–1933)
                          - Leo Karel Habsbursko-Lotrinský (1893–1939)
                            - Leo Štěpán Rakousko-Těšínský (1928–2020)
                              - Albrecht, hrabě Habsburský (*1963)

  -  Zikmund I. Starý (1467–1548)
    -  Zikmund II. August (1520–1572)
    - Kateřina Jagellonská (1467–1548), manžel švédský král Jan III.
      -  Zikmund III. Vasa (1566–1632)
        -  Vladislav IV. Vasa (1595–1648)
        -  Jan Kazimír II. Vasa (1609–1672)

  - Anna Jagellonská (1476–1503)
    - Žofie Pomořanská (1498–1568)
      - Alžběta Dánská (1524–1586)
        - Žofie Meklenburská (1557–1631)
          - Augusta Dánská (1580–1639)
            - Fridrich III. Holštýnsko-Gottorpský (1597–1659)
              - Kristián Albrecht Holštýnsko-Gottorpský (1641–1695)
                - Fridrich IV. Holštýnsko-Gottorpský (1671–1702)
                  - Karel Fridrich Holštýnsko-Gottorpský (1700–1739)
                    -  car Petr III. Ruský (1728–1762)
                      -  car Pavel I. Ruský (1754–1801)
                        -  Alexandr II. (1777–1825), králem od r. 1815
                        -  Mikuláš I. (1796–1855), formálně sesazen sejmem r. 1831, prakticky zůstal králem
                          -  Alexandr III. (1818–1881)
                            -   Alexandr IV. (1845–1894)
                              -  car Mikuláš II. (1868–1918)
                                -  Alexej Nikolajevič, následník-cesarevič (1904–1918)

                              - car/velkokníže Michail Alexandrovič (1878–1918)
                              -  velkokněžna Xenie Alexandrovna (1875–1960)
                                - kníže Andrej Alexandrovič (1897–1981) – větev Michailovičové
                                  - kníže Andrej Andrejevič (1923–2021)
                                    - kníže Alexej Andrejevič (*1953) nárokovatel trůnu
                                    - (1) kníže Petr Andrejevič (*1961)
                                    - (2) kníže Andrej Andrejevič (*1963)

                                - kníže Rostislav Alexandrovič (1902–1978)
                                  - kníže Rostislav Rostislavovič (1938–1999)
                                    - (3) kníže Rostislav Rostislavovič (*1985)
                                      - (4) Rostislav Rostislavovič (*2013)

                                    - (5) kníže Nikita Rostislavovič (*1987)

                                  - kníže Nikolaj Rostislavovič (1945–2000)
                                    - (6) kníže Nikolaj Nikolajevič (*1968)
                                    - (7) kníže Daniel Nikolajevič (*1972)
                                      - (8) kníže Jackson Daniel (*2009)

                          - velkokníže Nikolaj Nikolajevič (1831–1891) – větev Nikolajevičové
                            -  velkokníže Petr Nikolajevič (1864–1931)
                              -  kníže Roman Petrovič - (1896–1978)
                                - kníže Nikolaj Romanovič- (1922-2014)
                                -  kníže Dimitrij Romanovič – (1926-2016)

                          -   velkokníže Michail Nikolajevič (1832–1909) – větev Michailovičové
                            - velkokníže Alexandr Michailovič (1866–1933), švagr cara Mikuláše II.
                              - kníže Andrej Alexandrovič (1897–1981)
                                - kníže Andrej Andrejevič (1923–2021)
                                  - kníže Alexej Andrejevič (*1953), nárokovatel trůnu
                                  - (1) kníže Petr Andrejevič (*1961)
                                  - (2) kníže Andrej Andrejevič (*1963)

                              - kníže Rostislav Alexandrovič (1902–1978)
                                - kníže Rostislav Rostislavovič (1938–1999)
                                  - (3) kníže Rostislav Rostislavovič (*1985)
                                    - (4) Rostislav Rostislavovič (*2013)

                                  - (6) kníže Nikita Rostislavovič (*1987)

                                - kníže Nikolaj Rostislavovič (1945–2000)
                                  - (7) kníže Nikolaj Nikolajevič (*1968)
                                  - (8) kníže Daniel Nikolajevič (*1972)
                                    - (9) kníže Jackson Daniel (*2009)